# Bulgarische Eishockeyliga 1987/88
Die Saison 1987/88 war die 36. Spielzeit der bulgarischen Eishockeyliga, der höchsten bulgarischen Eishockeyspielklasse. Meister wurde zum insgesamt fünften Mal in der Vereinsgeschichte der HK Slawia Sofia.

## Modus
In der Hauptrunde absolvierte jede der fünf Mannschaften insgesamt 16 Spiele. Die beiden Erstplatzierten der Hauptrunde qualifizierten sich für das Meisterschaftsfinale. Für einen Sieg erhielt jede Mannschaft zwei Punkte, bei einem Unentschieden gab es einen Punkt und bei einer Niederlage null Punkte.

## Hauptrunde
|    | Klub                 | Sp | S  | U | N  | Tore   | Punkte |
| -- | -------------------- | -- | -- | - | -- | ------ | ------ |
| 1. | HK Slawia Sofia      | 16 | 10 | 5 | 1  | 133:49 | 25     |
| 2. | HK ZSKA Sofia        | 16 | 11 | 3 | 2  | 106:40 | 25     |
| 3. | Lewski-Spartak Sofia | 16 | 9  | 4 | 3  | 87:37  | 22     |
| 4. | Metallurg Pernik     | 16 | 2  | 1 | 13 | 42:138 | 5      |
| 5. | Akademik Sofia       | 16 | 1  | 1 | 14 | 29:133 | 3      |

Sp = Spiele, S = Siege, U = unentschieden, N = Niederlagen, OTS = Overtime-Siege, OTN = Overtime-Niederlage, SOS = Penalty-Siege, SON = Penalty-Niederlage

## Finale
- HK Slawia Sofia – HK ZSKA Sofia 2:4/6:1